# 列车自动控制系统
列车速度自动控制系统简稱列车自动控制系统，是列車保護系統的一種。ATC系統可以整合各種內外部的資訊並對列車速度作控制，當中包括影響列車速限的資訊，例如路線速限、閉塞資料等。與以往的ATS系統相比，雖然兩者亦可以在駕駛員不遵守信號時強行停止列車，但ATC可以根據上述各種資訊，以更細緻的剎車曲線停止列車。另外，在無人駕駛的路線經常會搭配ATC系統，以確保行車安全。

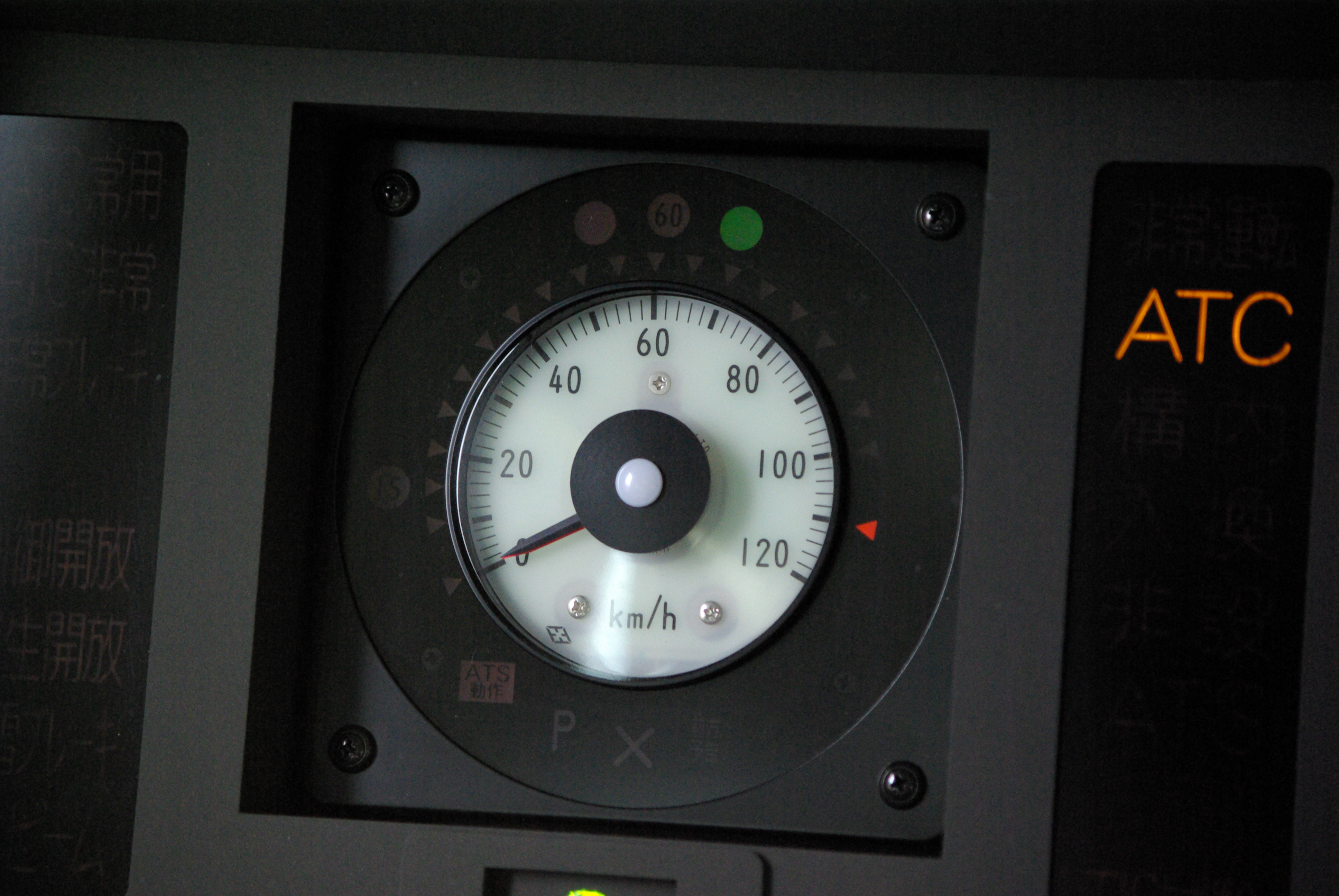
日本樣式的ATC指示器

在過去，有不少安全系統亦曾被稱為ATC系統。早在1906年，大西部鐵路已經把其安全系統稱為ATC系統。現在，該系統已經改稱為AWS系統。「ATC」之稱呼較常在日本使用。

## 功能介紹
ATC（Automatic Train Control）系統可以實時、連續地監督列車的行駛速度，以避免超速、冒進、追撞等事故發生。ATC系統會給定當時列車可運行的最高速度，並顯示在儀表板上，當列車行駛速度超過允許速度時，ATC系統便會連動煞車設備，強制其減慢速度，以確保行車安全。
數位ATC系統具有以下之優點：
1. 使車站間之轨道电路區間長度易於決定。
2. 使得隔站停靠（skip stop operation）班距縮短。
3. 使得號誌班距（signaling headway）縮短。
4. 使用單一之煞車曲線並於減速時提供更好之行車品質。
5. 可傳送更多之資訊至列車上，使控制之彈性增加。
6. 因傳送至列車之號誌信號包含軌道電路資訊，使資料可靠度增加。
7. 系統以車上軟體導向，如未來有不同性能及特性之新列車，只需修改車上軟件，就能保持系統之性能。提高系統之可變性。
8. 於駕駛室顯示列車前方軌道之狀況以提供司機員。

## 主要使用ATC的路線

### 埃及
使用ATC系統的路線曾在2006年發生阿尤布事故

### 日本
當時是因應在1964年通車的東海道新幹線開發。因為新幹線列車的行駛速度很快（≥200km/h），駕駛員不能看清鐵路旁的鐵路號誌機，因而開發可以在列車上看到閉塞情況的情報系統。發展至今已有許多種衍生型式，較新型的ATC可能會加入計算制动曲線、移動閉塞等功能。至今已在多條鐵路中使用，在一些班次極頻密的路線中，均會換上ATC系統，以提供更密集的班次和提高系統的可靠度。

#### JR新幹線
- 東海道新幹線（ATC-NS）
- 山陽新幹線（ATC-NS）
- 東北新幹線（DS-ATC）
- 上越新幹線（DS-ATC）
- 北陸新幹線（DS-ATC）
- 北海道新幹線（DS-ATC，其ATC系統於EH800以及四季島號列車裝設）
- 九州新幹線（KS-ATC）

#### JR在來線
- 海峡線 （DS-ATC,北海道新幹線開通前為ATC-L）
- 埼京線 （ATACS）
- 山手線（D-ATC）
- 京濱東北線（D-ATC）
- 根岸線 （D-ATC）
- 常磐緩行線 （新CS-ATC）

#### 私鐵
- 東急東橫線 （ATC-P）
- 東急田園都市線 （新CS-ATC）
- 東急大井町線 （ATC-P）
- 東急目黑線 （ATC-P）
- 京王線 （京王ATC）
- 京王相模原線 （京王ATC）
- 京王高尾線 （京王ATC）
- 京王井之頭線 （京王ATC）
- 首都圈新都市鐵道筑波快線 （新CS-ATC）
- 東武東上線 （T-DATC）
- 西武有樂町線 （CS-ATC）
- 橫濱高速鐵道港未來線 （ATC-P）

#### 地下鐵路
- 東京地下鐵銀座線（新CS-ATC）
- 東京地下鐵丸之內線（新CS-ATC）
- 東京地下鐵日比谷線（新CS-ATC）
- 東京地下鐵東西線（新CS-ATC）
- 東京地下鐵千代田線（新CS-ATC）
- 東京地下鐵有樂町線（新CS-ATC）
- 東京地下鐵半藏門線（新CS-ATC）
- 東京地下鐵南北線（新CS-ATC）
- 東京地下鐵副都心線（新CS-ATC）
- 東京都交通局三田線 （新CS-ATC）
- 東京都交通局新宿線 （D-ATC）
- 東京都交通局大江戶線
- 名古屋市交通局東山線（新CS-ATC）
- 福岡市營地下鐵

### 南韓

#### 釜山
所有路線均使用ATC系統，並配以ATO系統。

#### 首爾
除了1、2號線之外，所有路線均使用ATC系統。5號線、6號線、7號線、8號線更加配以ATO系統。

### 台灣
- 台北捷運
- 台中捷運
- 新北捷運
- 桃園捷運
- 高雄捷運
- 台灣高速鐵路（D-ATC）為了滿足至少3分鐘發一班列車之營運需求而採用數位ATC（Digital ATC，日本簡稱為D-ATC）系統，與九州新幹線一樣。數位ATC系統使用了單一和緩之煞車曲線，以避免列車發生碰撞並控制列車之行車速度不超過允許速限或臨時速限。

### 中國大陸
- 上海轨道交通（上海地铁）
- 深圳地鐵
- 武汉轨道交通（武汉地铁）
- 北京地铁 （北京地铁）
- 佛山南海有軌電車1號線